# Joseph-Louis Mundwiller
Joseph-Louis Mundwiller, ou Jean-Paul Mundviller, ou encore Georges Meyer est un directeur de la photographie français, né le 10 avril 1886 à Mulhouse (Alsace), mort le 9 juillet 1967  à Enghien-les-Bains (Val-d'Oise).

## Filmographie
- 1908 : Donskie kazaki
- 1908 : Antos pierwszy raz w Warszawie
- 1909 : Moscou sous la neige
- 1909 : Ukhar-kupets
- 1909 : Dimitry Donskoy
- 1910 : Pierre le Grand
- 1910 : Knyazhna Tarakanova
- 1911 : L'chaim
- 1911 : Roman s kontrabasom
- 1911 : Anna Karénine
- 1912 : 1812 God
- 1912 : Bespridannitsa
- 1912 : Bog mesti
- 1912 : Le Départ du grand vieillard (Ukhod velikogo startsa)
- 1913 : Klyuchi schastya
- 1913 : Noktyurn Chopyena
- 1915 : Brand
- 1921 : L'Ordonnance
- 1921 : Les Contes des mille et une nuits
- 1922 : Le Quinzième Prélude de Chopin
- 1922 : Nuit de carnaval
- 1923 : La Maison du mystère d'Alexandre Volkoff
- 1923 : Le Chant de l'amour triomphant
- 1923 : Le Brasier ardent
- 1924 : Le Chiffonnier de Paris
- 1924 : La Femme masquée
- 1924 : Le Lion des Mogols
- 1924 : La Cible
- 1927 : Napoléon d'Abel Gance
- 1927 : Le Joueur d'échecs
- 1928 : Le Tournoi dans la cité
- 1929 : La Vierge folle
- 1929 : Le Bled
- 1932 : Monsieur de Pourceaugnac
- 1933 : Chotard et Cie
- 1934 : Paris-Deauville
- 1934 : La Rue sans nom
- 1934 : On a trouvé une femme nue
- 1935 : Napoléon Bonaparte
- 1935 : Crime et Châtiment
- 1935 : Déchéance
- 1935 : Amants et Voleurs
- 1935 : Le Chemineau
- 1936 : Les Mutinés de l'Elseneur
- 1937 : Paris
- 1937 : L'Homme de nulle part
- 1937 : La Reine des resquilleuses
- 1938 : Thérèse Martin
- 1938 : Paix sur le Rhin
- 1939 : La Famille Duraton
- 1940 : Le Roi des galéjeurs
- 1942 : Opéra-Musette